# 뚜껑별꽃
뚜껑별꽃(Anagallis arvensis)은 한국의 남부에 나는 한해살이풀로 보라별꽃이라고도 한다.

## 생태
높이는 10-30cm이다. 줄기는 옆으로 뻗다가 비스듬히 선다. 잎은 마주나며, 잎자루는 없고, 난형, 좁은 피침형, 길이 1-2.5cm이다. 끝이 뾰족하고, 밑이 둥근 모양, 가장자리는 밋밋하다. 꽃은 청자색, 잎겨드랑이에 꽃자루가 나와 1송이씩 달린다. 화관은 지름 1-1.3 cm, 5갈래, 수평으로 퍼지고, 갈래는 도란상 원형으로 가장자리는 잔털이 밀생한다. 열매는 삭과이며 중앙부에서 옆으로 갈라져 뚜껑처럼 열리고, 둥근 모양이다.